# Astiphromma striatum
Astiphromma striatum är en stekelart som först beskrevs av Carl Gustav Alexander Brischke 1880.  Astiphromma striatum ingår i släktet Astiphromma och familjen brokparasitsteklar. Inga underarter finns listade.